# Église Notre-Dame-des-Grâces de Nice
Pour les articles homonymes, voir Église Notre-Dame et Notre-Dame-des-Grâces.
Ne doit pas être confondu avec Notre-Dame des Grâces.
L’église Notre-Dame-des-Grâces de Nice, dite aussi église du Vœu (glèia dóu Vout en niçois, chiesa del Voto en italien), a été construite à Nice de 1836 à 1852. De style néoclassique, elle est située sur le quai Saint-Jean-Baptiste d'où le fait qu'elle soit parfois désignée sous le nom d'église Saint-Jean-Baptiste.

## Historique
Sa construction a été décidée en 1832, pour remercier la Vierge d'avoir préservé la ville d'une importante épidémie de choléra et ainsi honorer le vœu qu'avaient formé les élus niçois. Le premier consul était alors le comte Louis-Alexandre Saïssi de Châteauneuf.
Le 20 août 1840, l'architecte piémontais Carlo Mosca a présenté les plans de l'église en obtenant les fonds nécessaires équivalant à 40 000 lires qui ont permis de concevoir une église capable d'accueillir entre 1 500 et 2 000 fidèles. Le bâtiment est inspiré du style de Palladio. 
L'église est ouverte et bénie par l'évêque Mgr Dominique Galvano en 1852. La façade est couronnée d'une statue en marbre blanc réalisée par Giovanni Parini et représentant la Religion. La nef centrale mesure quarante-huit mètres de long sur dix de large.
À l'intérieur, un tableau de Gaspard Hauser représente Notre-Dame des Grâces. 

## Iconographie
L'église étant un symbole de Nice, de nombreux artistes l'ont représentée comme le peintre provençal César Bolletti.

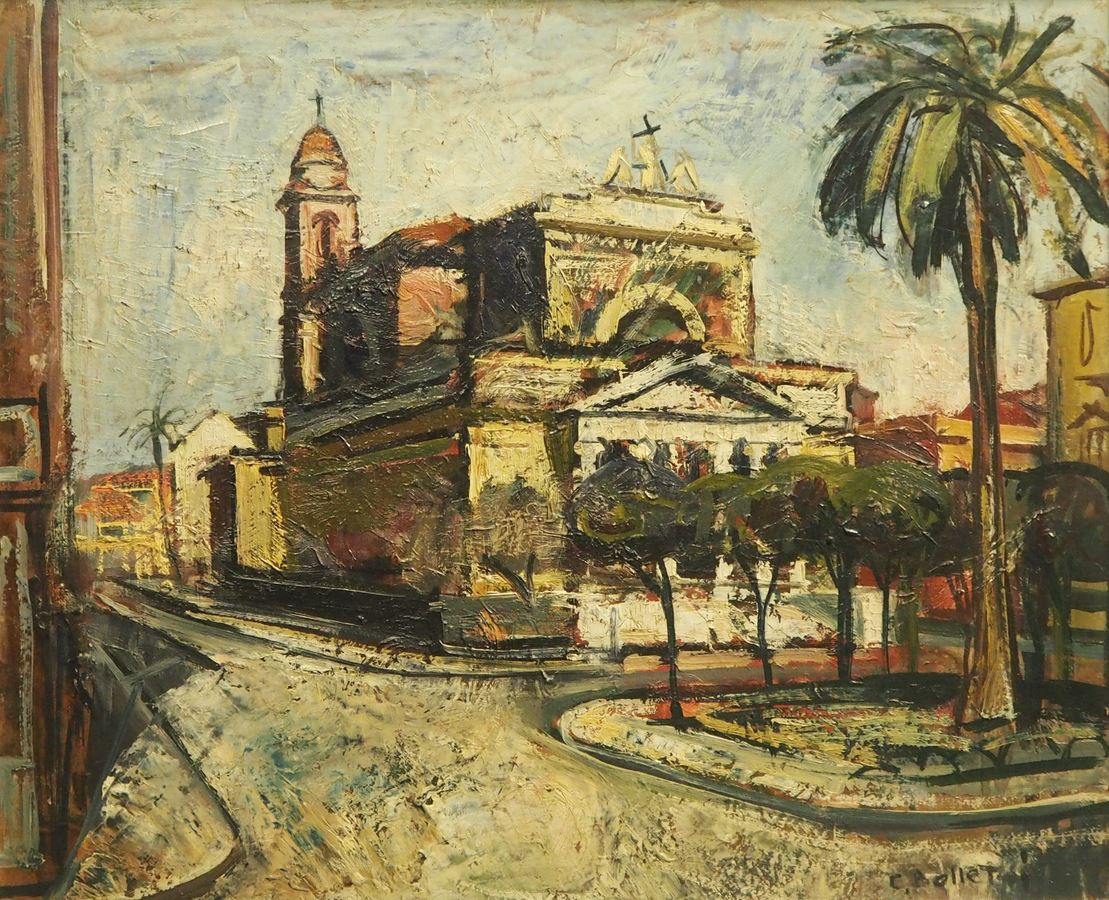
Église Notre-Dame-des-Grâces de César Bolletti.